# Aplopeltura boa
Aplopeltura boa är en ormart som beskrevs av Boie 1828. Aplopeltura boa är ensam i släktet Aplopeltura som ingår i familjen Pareatidae. IUCN kategoriserar arten globalt som livskraftig. Inga underarter finns listade i Catalogue of Life.
Arten är med en längd av 75 till 150 cm en medelstor orm. Den lever i Sydostasien och vistas i växtligheten samt på marken. Aplopeltura boa har en smal kropp med kantigt huvud och ett svart-vitt mönster. Honor lägger antagligen ägg.